# Helmut A. Heine
Helmut A. Heine (* 4. Januar 1916; † 30. Januar 2007) war ein deutscher Physiker und Unternehmer.

## Leben
Als Gründer und Entwickler begann er mit 12 Mitarbeitern  im Jahre 1946 mit der Produktion von Instrumenten zur medizinischen Diagnose in Herrsching am Ammersee. Dabei verfolgte er eine Unternehmensphilosophie, von der Entwicklung der ersten Muster bis zur Fertigung der Produkte alles in eigener Regie auszuführen.
Bei einer Strategie der Reinvestition baute er sein Unternehmen Heine Optotechnik aus, schuf einen spezifischen Standard und beschäftigte zuletzt 550 Mitarbeiter. Auch international erweiterte er seine Verbindungen mit Unternehmenstochtern in den USA, Australien, Kanada, Schweiz und Schweden aus, so dass er die weltgrößte Exportunternehmen für handgehaltene Basis-Diagnoseinstrumente führen konnte. 

## Ehrungen
- Bundesverdienstkreuz am Bande (19. Juni 1992)[1]
- Goldene Bürgermedaille der Gemeinde Herrsching